# 王继才
王继才（1959年10月1日—2018年7月27日），江苏灌云人，灌云县开山岛民兵哨所前所长。

## 生平
开山岛位于江苏省东北部黄海海域，灌河入海口主航道南侧，距最近的陆地江苏陈家港约12海里，面积仅0.013平方公里。开山岛黄海前哨，战略位置十分重要。1939年，日军曾以此岛为跳板，攻占连云港。
1985年部队撤出后，人武部成立了开山岛民兵哨所。灌云县人武部曾派出10多个民兵守岛，但由于条件太艰苦，最长的只待了13天。1986年7月，王继才上岛，开始驻守。上岛后，妻子王仕花起初劝他回家，但后来辞掉了小学教师工作，上岛与丈夫一起守岛。
王继才和妻子一起先后发现并协助公安边防部门破获6起走私、偷渡案件。记录有《海防日志》，记载每天国旗、巡岛、观天象、护航标。另外，还会指示渔民航海，进行食品药品补给，还救助过5名落水渔民。夫妻二人在岛上种植草、树。
去世前一天，王继才甫在岛上接受《中国国防报》记者采访。对于记者：“已经快到了退休的年龄，请问你打算守到什么时候？”的问题，王继才回答：“家就是岛，岛就是国，我会一直守到守不动为止。”2018年7月27日晚21:20分，在黄海前哨坚守32年后，王继才因病抢救无效逝世。7月30日早上8:30分，王继才遗体告别仪式举行，近千名干部群众赶来向他告别。挽联“倾一腔热血唯酬夙愿，守万里海疆不忘初心。”

## 荣誉
- 全国双拥模范“情系国防好家庭”“爱国拥军先进个人”[4][8]
- 2014年“开山岛夫妻哨”荣获全国“时代楷模”称号[9]。
- 2019年2月，当选为2018年感动中国年度人物[10]。
- 2019年9月16日，被追授“人民楷模”国家荣誉称号[11]。

## 评价
- 中共中央总书记、国家主席、中央军委主席习近平：“王继才同志守岛卫国32年，用无怨无悔的坚守和付出，在平凡的岗位上书写了不平凡的人生华章。我们要大力倡导这种爱国奉献精神，使之成为新时代奋斗者的价值追求。”[12]

## 家庭
妻子在生产时，因台风留在岛上生产，王继才自己剪断儿子的脐带。
- 妻子：王仕花[4]
- 儿子：王志国，武警现役军官[4]
- 女儿[4]

## 影视作品
- 2021年电影《守岛人》
- 2021年1月1日央视启用的新版国歌MV，其中包含了王继才、王仕花夫妇在开山岛上向国旗敬礼的画面。[13]